# Hardin (Illinois)
Hardin é uma vila localizada no estado americano de Illinois, no Condado de Calhoun.

## Demografia
Segundo o censo americano de 2000, a sua população era de 959 habitantes.
Em 2006, foi estimada uma população de 952, um decréscimo de 7 (-0.7%).

## Geografia
De acordo com o United States Census Bureau tem uma área de
5,9 km², dos quais 5,4 km² cobertos por terra e 0,5 km² cobertos por água. Hardin localiza-se a aproximadamente 135 m acima do nível do mar.

## Localidades na vizinhança
O diagrama seguinte representa as localidades num raio de 16 km ao redor de Hardin.